# Aeolanthes
Aeolanthes é um gênero de traça pertencente à família Agonoxenidae.